# Rusland op de Paralympische Winterspelen 2014
Rusland was een van de landen die deelnam aan de Paralympische Winterspelen 2014 in Sotsji, Rusland.

## Medailleoverzicht
| Sport           | Paralympiër          | Onderdeel                            | Medaille |
| --------------- | -------------------- | ------------------------------------ | -------- |
| Alpineskiën     | Alexey Bugaev        | Slalom, staand                       | Goud     |
| Alpineskiën     | Alexey Bugaev        | Supercombinatie, staand (m)          | Goud     |
| Alpineskiën     | Valerii Redkozubov   | Slalom, visueel beperkt (m)          | Goud     |
| Alpineskiën     | Valerii Redkozubov   | Supercombinatie, visueel beperkt (m) | Goud     |
| Alpineskiën     | Aleksandra Frantceva | Slalom, visueel beperkt (v)          | Goud     |
| Alpineskiën     | Aleksandra Frantceva | Supercombinatie, visueel beperkt (v) | Goud     |
| Biatlon         | Iuliia Budaleeva     | 12.5 km, visueel beperkt (v)         | Goud     |
| Biatlon         | Azat Karachurin      | 12.5 km, staand (m)                  | Goud     |
| Biatlon         | Alena Kaufmann       | 6 km, staand (v)                     | Goud     |
| Biatlon         | Alena Kaufmann       | 10 km, staand (v)                    | Goud     |
| Biatlon         | Svetlana Konolova    | 12.5 km, zittend (v)                 | Goud     |
| Biatlon         | Vladislav Lekomtsev  | 7.5 km, staand (m)                   | Goud     |
| Biatlon         | Mikhalina Lysova     | 6 km, visueel beperkt (v)            | Goud     |
| Biatlon         | Mikhalina Lysova     | 10 km, visueel beperkt (v)           | Goud     |
| Biatlon         | Roman Petushkov      | 7.5 km, zittend (m)                  | Goud     |
| Biatlon         | Roman Petushkov      | 12.5 km, zittend (m)                 | Goud     |
| Biatlon         | Roman Petushkov      | 15 km, zittend (m)                   | Goud     |
| Biatlon         | Nikolay Polukhin     | 15 km, visueel beperkt (m)           | Goud     |
| Langlaufen      | Mikhalina Lysova     | 1 km sprint, visueel beperkt (v)     | Goud     |
| Langlaufen      | Kirill Mikhaylov     | 1 km sprint, staand (m)              | Goud     |
| Langlaufen      | Anna Milenina        | 1 km sprint, staand (v)              | Goud     |
| Langlaufen      | Anna Milenina        | 5 km, staand (v)                     | Goud     |
| Langlaufen      | Rushan Minnegulov    | 20 km, staand (m)                    | Goud     |
| Langlaufen      | Roman Petushkov      | 1 km sprint, zittend (m)             | Goud     |
| Langlaufen      | Roman Petushkov      | 15 km, zittend (m)                   | Goud     |
| Langlaufen      | Aleksandr Pronkov    | 10 km, staand (m)                    | Goud     |
| Langlaufen      | Elena Remizova       | 5 km, visueel beperkt (v)            | Goud     |
| Langlaufen      | Elena Remizova       | 15 km, visueel beperkt (v)           | Goud     |
| Langlaufen      | Team                 | 4 x 2.5 km, estafette gemengd        | Goud     |
| Langlaufen      | Team                 | 4 x 2.5 km, estafette open           | Goud     |
|                 |                      |                                      |          |
| Alpineskiën     | Alexey Bugaev        | Afdaling, staand (m)                 | Zilver   |
| Alpineskiën     | Alexey Bugaev        | Reuzenslalom, staand (m)             | Zilver   |
| Alpineskiën     | Aleksandra Frantceva | Super G, visueel beperkt (v)         | Zilver   |
| Alpineskiën     | Aleksandra Frantceva | Reuzenslalom, visueel beperkt (v)    | Zilver   |
| Alpineskiën     | Inga Medvedeva       | Afdaling, staand (v)                 | Zilver   |
| Alpineskiën     | Inga Medvedeva       | Slalom, staand (v)                   | Zilver   |
| Biatlon         | Iuliia Budaleeva     | 6 km, visueel beperkt (v)            | Zilver   |
| Biatlon         | Iuliia Budaleeva     | 10 km, visueel beperkt (v)           | Zilver   |
| Biatlon         | Alexey Bychenok      | 12.5 km, zittend (m)                 | Zilver   |
| Biatlon         | Alena Kaufmann       | 12.5 km, staand (v)                  | Zilver   |
| Biatlon         | Svetlana Konolova    | 6 km, zittend (v)                    | Zilver   |
| Biatlon         | Svetlana Konolova    | 10 km, zittend (v)                   | Zilver   |
| Biatlon         | Mikhalina Lysova     | 12.5 km, visueel beperkt (v)         | Zilver   |
| Biatlon         | Anna Milenina        | 6 km, staand (v)                     | Zilver   |
| Biatlon         | Grigory Murygin      | 15 km, zittend (m)                   | Zilver   |
| Biatlon         | Nikolay Polukhin     | 7.5 km, visueel beperkt (m)          | Zilver   |
| Biatlon         | Nikolay Polukhin     | 12.5 km, visueel beperkt (m)         | Zilver   |
| Langlaufen      | Stanislav Chokhlaev  | 10 km, visueel beperkt (m)           | Zilver   |
| Langlaufen      | Stanislav Chokhlaev  | 20 km, visueel beperkt (m)           | Zilver   |
| Langlaufen      | Vladimir Kononov     | 10 km, staand (m)                    | Zilver   |
| Langlaufen      | Mikhalina Lysova     | 5 km, visueel beperkt (v)            | Zilver   |
| Langlaufen      | Mikhalina Lysova     | 15 km, visueel beperkt (v)           | Zilver   |
| Langlaufen      | Rushan Minnegulov    | 1 km sprint, staand (m)              | Zilver   |
| Langlaufen      | Grigory Murygin      | 1 km sprint, zittend (m)             | Zilver   |
| Langlaufen      | Elena Remizova       | 1 km sprint, visueel beperkt (v)     | Zilver   |
| Langlaufen      | Irek Zaripova        | 15 km, zittend (m)                   | Zilver   |
| Rolstoelcurling | Team                 | Team, gemengd                        | Zilver   |
| Sledgehockey    | Team                 | Team, gemengd                        | Zilver   |
|                 |                      |                                      |          |
| Langlaufen      | Alexander Alyabyev   | Slalom, staand (m)                   | Brons    |
| Langlaufen      | Alexey Bugaev        | Super G, staand (m)                  | Brons    |
| Langlaufen      | Aleksandra Frantceva | Afdaling, visueel beperkt (v)        | Brons    |
| Langlaufen      | Valerii Redkozubov   | Reuzenslalom, visueel beperkt (m)    | Brons    |
| Biatlon         | Natalia Bratiuk      | 10 km, staand (v)                    | Brons    |
| Biatlon         | Natalia Bratiuk      | 12.5 km, staand (v)                  | Brons    |
| Biatlon         | Stanislav Chokhlaev  | 15 km, visueel beperkt (m)           | Brons    |
| Biatlon         | Aleksandr Davidovich | 15 km, zittend (m)                   | Brons    |
| Biatlon         | Azat Karachurin      | 7.5 km, staand (m)                   | Brons    |
| Biatlon         | Kirill Mikhaylov     | 15 km, staand (m)                    | Brons    |
| Biatlon         | Grigory Murygin      | 12.5 km, zittend (m)                 | Brons    |
| Langlaufen      | Iuliia Budaleeva     | 5 km, visueel beperkt (v)            | Brons    |
| Langlaufen      | Aleksandr Davidovich | 15 km, zittend (m)                   | Brons    |
| Langlaufen      | Svetlana Konovalova  | 12 km, zittend (v)                   | Brons    |
| Langlaufen      | Vladislav Lekomtsev  | 1 km sprint, staand (m)              | Brons    |
| Langlaufen      | Vladislav Lekomtsev  | 10 km, staand (m)                    | Brons    |
| Langlaufen      | Vladislav Lekomtsev  | 20 km, staand (m)                    | Brons    |
| Langlaufen      | Anna Milenina        | 15 km, staand (v)                    | Brons    |
| Langlaufen      | Grigory Murygin      | 10 km, zittend (m)                   | Brons    |
| Langlaufen      | Oleg Ponomarev       | 1 km sprint, visueel beperkt (m)     | Brons    |
| Langlaufen      | Marta Zaynullina     | 1 km sprint, zittend (v)             | Brons    |

## Deelnemers en resultaten
Het overzicht van de deelnemers en resultaat per sport volgt.

 (m) = mannen, (v) = vrouwen 

### Alpineskiën
| Paralympiër                                | Onderdeel                            | Resultaat | Prestatie         |
| ------------------------------------------ | ------------------------------------ | --------- | ----------------- |
| Aleksandr Akhmadulin                       | Slalom, staand (m)                   | DNF       | Niet gefinisht    |
| Aleksandr Akhmadulin                       | Reuzenslalom, staand (m)             | DNF       | Niet gefinisht    |
| Alexander Alyabyev                         | Afdaling, staand (m)                 | 11e       | 1:28.70           |
| Alexander Alyabyev                         | Super G, staand (m)                  | DNF       | Niet gefinisht    |
| Alexander Alyabyev                         | Slalom, staand (m)                   | Brons     | 1:40.74           |
| Alexander Alyabyev                         | Supercombinatie, staand (m)          | DNF       | Niet gefinisht    |
| Alexander Alyabyev                         | Reuzenslalom, staand (m)             | DNF       | Niet gefinisht    |
| Alexey Bugaev                              | Afdaling, staand (m)                 | Zilver    | 1:24.41           |
| Alexey Bugaev                              | Super G, staand (m)                  | Brons     | 1:22.30           |
| Alexey Bugaev                              | Slalom, staand (m)                   | Goud      | 1:38.97           |
| Alexey Bugaev                              | Supercombinatie, staand (m)          | Goud      | 2:09.72           |
| Alexey Bugaev                              | Reuzenslalom, staand (m)             | Zilver    | 2:27.87           |
| Alexander Fedoruk Gids: Artem Zagorodskikh | Slalom, visueel beperkt (m)          | 9e        | 2:04.17           |
| Alexander Fedoruk Gids: Artem Zagorodskikh | Reuzenslalom, visueel beperkt (m)    | 12e       | 2:54.96           |
| Ivan Frantsev Gids: German Agranovskii     | Afdaling, visueel beperkt (m)        | 9e        | 1:30.67           |
| Ivan Frantsev Gids: German Agranovskii     | Super G, visueel beperkt (m)         | 5e        | 1:26.00           |
| Ivan Frantsev Gids: German Agranovskii     | Slalom, visueel beperkt (m)          | DNF       | Niet gefinisht    |
| Ivan Frantsev Gids: German Agranovskii     | Supercombinatie, visueel beperkt (m) | DNF       | Niet gefinisht    |
| Ivan Frantsev Gids: German Agranovskii     | Reuzenslalom, visueel beperkt (m)    | 6e        | 2:40.78           |
| Valerii Redkozubov Gids: Evgeny Geroev     | Super G, visueel beperkt (m)         | 6e        | 1:26.66           |
| Valerii Redkozubov Gids: Evgeny Geroev     | Slalom, visueel beperkt (m)          | Goud      | 1:43.21           |
| Valerii Redkozubov Gids: Evgeny Geroev     | Supercombinatie, visueel beperkt (m) | Goud      | 2:15.87           |
| Valerii Redkozubov Gids: Evgeny Geroev     | Reuzenslalom, visueel beperkt (m)    | Brons     | 2:33.57           |
| Nikolai Shuvalov                           | Slalom, zittend (m)                  | DNF       | Niet gefinisht    |
| Nikolai Shuvalov                           | Reuzenslalom, zittend (m)            | 21e       | 3:22.40           |
| Alexander Vetrov                           | Afdaling, staand (m)                 | 13e       | 1:30.19           |
| Alexander Vetrov                           | Super G, staand (m)                  | 11e       | 1:26.36           |
| Alexander Vetrov                           | Slalom, staand (m)                   | 12e       | 1:52.07           |
| Alexander Vetrov                           | Supercombinatie, staand (m)          | DNF       | Niet gefinisht    |
| Alexander Vetrov                           | Reuzenslalom, staand (m)             | DNF       | Niet gefinisht    |
|                                            |                                      |           |                   |
| Aleksandra Frantceva Gids: Pavel Zabotin   | Afdaling, visueel beperkt (v)        | Brons     | 1:35.78           |
| Aleksandra Frantceva Gids: Pavel Zabotin   | Super G, visueel beperkt (v)         | Zilver    | 1:28.94           |
| Aleksandra Frantceva Gids: Pavel Zabotin   | Slalom, visueel beperkt (v)          | Goud      | 2:01.24           |
| Aleksandra Frantceva Gids: Pavel Zabotin   | Supercombinatie, visueel beperkt (v) | Goud      | 2:27.75           |
| Aleksandra Frantceva Gids: Pavel Zabotin   | Reuzenslalom, visueel beperkt (v)    | Zilver    | 2:54.91           |
| Anastasia Khorosheva                       | Slalom, staand (v)                   | 11e       | 2:41.21           |
| Anastasia Khorosheva                       | Reuzenslalom, staand (v)             | 13e       | 3:07.82           |
| Inga Medvedeva                             | Afdaling, staand (v)                 | Zilver    | 1:32.19           |
| Inga Medvedeva                             | Super G, staand (v)                  | DSQ       | Gediskwalificeerd |
| Inga Medvedeva                             | Slalom, staand (v)                   | Zilver    | 2:06.70           |
| Inga Medvedeva                             | Supercombinatie, staand (v)          | 5e        | 2:29.92           |
| Inga Medvedeva                             | Reuzenslalom, staand (v)             | 6e        | 2:52.94           |
| Mariia Papulova                            | Afdaling, staand (v)                 | 5e        | 1:41.37           |
| Mariia Papulova                            | Super G, staand (v)                  | 5e        | 1:31.53           |
| Mariia Papulova                            | Slalom, staand (v)                   | 4e        | 2:09.30           |
| Mariia Papulova                            | Supercombinatie, staand (v)          | DNF       | Niet gefinisht    |
| Mariia Papulova                            | Reuzenslalom, staand (v)             | DNF       | Niet gefinisht    |

### Biatlon
| Paralympiër                              | Onderdeel                    | Resultaat | Prestatie         |
| ---------------------------------------- | ---------------------------- | --------- | ----------------- |
| Alexsander Artemov Gids: Ilia Cherepanov | 7.5 km, visueel beperkt (m)  | 9e        | 22:32.6 pen.: 0   |
| Alexsander Artemov Gids: Ilia Cherepanov | 15 km, visueel beperkt (m)   | 8e        | 41:26.9 pen.: 1   |
| Alexey Bychenok                          | 7.5 km, zittend (m)          | 5e        | 21:58.2 pen.: 1   |
| Alexey Bychenok                          | 12.5 km, zittend (m)         | Zilver    | 35:29.7 pen.: 0   |
| Stanislav Chokhlaev Gids: Maksim Pirogov | 7.5 km, visueel beperkt (m)  | 5e        | 21:20.1 pen.: 1   |
| Stanislav Chokhlaev Gids: Maksim Pirogov | 15 km, visueel beperkt (m)   | Brons     | 38:21.6 pen.: 1   |
| Aleksandr Davidovich                     | 15 km, zittend (m)           | Brons     | 44:46.2 pen.: 0   |
| Ivan Goncharov                           | 7.5 km, zittend (m)          | 7e        | 22:35.4 pen.: 0   |
| Ivan Goncharov                           | 12.5 km, zittend (m)         | 4e        | 36:42.5 pen.: 0   |
| Ivan Goncharov                           | 15 km, zittend (m)           | 5e        | 45:28.0 pen.0     |
| Aleksandr Iaremchuk                      | 7.5 km, staand (m)           | 5e        | 19:27.2 pen.: 1   |
| Aleksandr Iaremchuk                      | 12.5 km, staand (m)          | 8e        | 31:29.3 pen.: 2   |
| Aleksandr Iaremchuk                      | 15 km, staand (m)            | 7e        | 39:46.8 pen.: 2   |
| Azat Karachurin                          | 7.5 km, staand (m)           | Brons     | 19:14.9 pen.: 1   |
| Azat Karachurin                          | 12.5 km, staand (m)          | Goud      | 29:30.0 pen.: 1   |
| Azat Karachurin                          | 15 km, staand (m)            | 4e        | 38:12.6 pen.: 1   |
| Ivan Kodlozerov                          | 7.5 km, staand (m)           | 9e        | 19:39.7 pen.: 2   |
| Ivan Kodlozerov                          | 12.5 km, staand (m)          | 5e        | 31:07.1 pen.: 1   |
| Ivan Kodlozerov                          | 15 km, staand (m)            | 8e        | 40:07.0 pen.: 1   |
| Vladislav Lekomtsev                      | 7.5 km, staand (m)           | Goud      | 19:13.7 pen.: 1   |
| Vladislav Lekomtsev                      | 15 km, staand (m)            | 5e        | 38:49.2 pen.: 2   |
| Kirill Mikhaylov                         | 7.5 km, staand (m)           | 4e        | 19:26.2 pen.: 1   |
| Kirill Mikhaylov                         | 12.5 km, staand (m)          | 6e        | 31:09.3 pen.: 3   |
| Kirill Mikhaylov                         | 15 km, staand (m)            | Brons     | 37:45.6 pen.: 0   |
| Grigory Murygin                          | 12.5 km, zittend (m)         | Brons     | 35:59.6 pen.: 2   |
| Grigory Murygin                          | 15 km, zittend (m)           | Zilver    | 44:25.7 pen.: 2   |
| Roman Petushkov                          | 7.5 km, zittend (m)          | Goud      | 21:03.7 pen.: 0   |
| Roman Petushkov                          | 12.5 km, zittend (m)         | Goud      | 34:48.8 pen.: 0   |
| Roman Petushkov                          | 15 km, zittend (m)           | Goud      | 42:20.8 pen. 0    |
| Nikolay Polukhin Gids: Andrei Tokarev    | 7.5 km, visueel beperkt (m)  | Zilver    | 20:18.8 pen.: 0   |
| Nikolay Polukhin Gids: Andrei Tokarev    | 12.5 km, visueel beperkt (m) | Zilver    | 31:14.3 pen.: 1   |
| Nikolay Polukhin Gids: Andrei Tokarev    | 15 km, visueel beperkt (m)   | Goud      | 36:42.9 pen.: 0   |
| Oleg Ponomarev Gids: Andrei Romanov      | 7.5 km, visueel beperkt (m)  | 10e       | 22:37.1 pen.: 2   |
| Oleg Ponomarev Gids: Andrei Romanov      | 12.5 km, visueel beperkt (m) | 5e        | 32:57.7 pen.: 0   |
| Oleg Ponomarev Gids: Andrei Romanov      | 15 km, visueel beperkt (m)   | 10e       | 42:35.0 pen.: 2   |
| Aleksandr Pronkov                        | 7.5 km, staand (m)           | 10e       | 19:44.4 pen.: 2   |
| Aleksandr Pronkov                        | 12.5 km, staand (m)          | 4e        | 30:37.7 pen.: 2   |
| Aleksandr Pronkov                        | 15 km, staand (m)            | 6e        | 39:03.6 pen.: 2   |
| Vladimir Udaltcov Gids: Ruslan Bogachev  | 7.5 km, visueel beperkt (m)  | 12e       | 23:26.6 pen.: 2   |
| Vladimir Udaltcov Gids: Ruslan Bogachev  | 12.5 km, visueel beperkt (m) | DNS       | Niet gestart      |
| Irek Zaripov                             | 7.5 km, zittend (m)          | 10e       | 23:35.8 pen.: 4   |
|                                          |                              |           |                   |
| Akzhana Abdikarimova                     | 6 km, zittend (v)            | 10e       | 23:55.5 pen.: 4   |
| Akzhana Abdikarimova                     | 10 km, zittend (v)           | 5e        | 35:11.4 pen.: 0   |
| Akzhana Abdikarimova                     | 12.5 km, zittend (v)         | 5e        | 43:13.2 pen.: 0   |
| Nadezda Andreeva                         | 12.5 km, zittend (v)         | 9e        | 51:03.4 pen.: 7   |
| Natalia Bratiuk                          | 6 km, staand (v)             | 9e        | 21:24.0 pen.: 2   |
| Natalia Bratiuk                          | 10 km, staand (v)            | Brons     | 30:57.6 pen.: 1   |
| Natalia Bratiuk                          | 12.5 km, staand (v)          | Brons     | 41:00.9 pen.: 0   |
| Iuliia Budaleeva Gids: Tatiana Maltseva  | 6 km, visueel beperkt (v)    | Zilver    | 20:31.7 pen.: 2   |
| Iuliia Budaleeva Gids: Tatiana Maltseva  | 10 km, visueel beperkt (v)   | Zilver    | 30:38.9 pen.: 1   |
| Iuliia Budaleeva Gids: Tatiana Maltseva  | 12.5 km, visueel beperkt (v) | Goud      | 35:25.9 pen.: 0   |
| Maria Ioleva                             | 6 km, zittend (v)            | 8e        | 20:25.1 pen.: 2   |
| Maria Ioleva                             | 10 km, zittend (v)           | DSQ       | Gediskwalificeerd |
| Alena Kaufman                            | 6 km, staand (v)             | Goud      | 18:27.2 pen.: 0   |
| Alena Kaufman                            | 10 km, staand (v)            | Goud      | 29:57.1 pen.: 1   |
| Alena Kaufman                            | 12.5 km, staand (v)          | Zilver    | 40:32.7 pen.: 1   |
| Svetlana Konovalova                      | 6 km, zittend (v)            | Zilver    | 19:31.1 pen.: 1   |
| Svetlana Konovalova                      | 10 km, zittend (v)           | Zilver    | 33:36.7 pen.: 2   |
| Svetlana Konovalova                      | 12.5 km, zittend (v)         | Goud      | 40:44.0 pen.: 0   |
| Mikhalina Lysova Gids: Alexey Ivanov     | 6 km, visueel beperkt (v)    | Goud      | 20:03.2 pen.: 0   |
| Mikhalina Lysova Gids: Alexey Ivanov     | 10 km, visueel beperkt (v)   | Goud      | 30:11.5 pen.: 2   |
| Mikhalina Lysova Gids: Alexey Ivanov     | 12.5 km, visueel beperkt (v) | Zilver    | 37:21.0 pen.: 1   |
| Anna Milenina                            | 6 km, staand (v)             | Zilver    | 18:57.4 pen.: 2   |
| Anna Milenina                            | 10 km, staand (v)            | 6e        | 32:13.8 pen.: 4   |
| Anna Milenina                            | 12.5 km, staand (v)          | 4e        | 41:14.1 pen.: 2   |
| Elena Remizova                           | 6 km, visueel beperkt (v)    | 4e        | 21:08.8 pen.: 2   |
| Elena Remizova                           | 12.5 km, visueel beperkt (v) | 4e        | 38:13.8 pen.: 1   |
| Marta Zaynullina                         | 6 km, zittend (v)            | 5e        | 19:50.1 pen.: 0   |
| Marta Zaynullina                         | 10 km, zittend (v)           | 6e        | 36:22.4 pen.: 4   |
| Marta Zaynullina                         | 12.5 km, zittend (v)         | 4e        | 43:07.4 pen.: 1   |

### Langlaufen
| Paralympiër                                                                                                   | Onderdeel                        | Resultaat | Prestatie    |
| --- | -------------------------------- | --------- | ------------ |
| Alexsander Artemov Gids: Ilia Cherepanov                                                                      | 1 km sprint, visueel beperkt (m) | 7e        | 4:21.8 (HF)  |
| Alexsander Artemov Gids: Ilia Cherepanov                                                                      | 10 km, visueel beperkt (m)       | 9e        | 26:15.0      |
| Alexsander Artemov Gids: Ilia Cherepanov                                                                      | 20 km, visueel beperkt (m)       | 4e        | 57:55.7      |
| Stanislav Chokhlaev Gids: Maksim Pirogov                                                                      | 1 km sprint, visueel beperkt (m) | 5e        | 4:11.0 (HF)  |
| Stanislav Chokhlaev Gids: Maksim Pirogov                                                                      | 10 km, visueel beperkt (m)       | Zilver    | 23:25.1      |
| Stanislav Chokhlaev Gids: Maksim Pirogov                                                                      | 20 km, visueel beperkt (m)       | Zilver    | 53:43.3      |
| Aleksandr Davidovich                                                                                          | 15 km, zittend (m)               | Brons     | 42:08.6      |
| Ivan Goncharov                                                                                                | 1 km sprint, zittend (m)         | 10e       | 2:33.5 (HF)  |
| Ivan Goncharov                                                                                                | 15 km, zittend (m)               | 15e       | 34:14.7      |
| Aleksandr Iaremchuk                                                                                           | 10 km, staand (m)                | 14e       | 25:46.3      |
| Azat Karachurin                                                                                               | 1 km sprint, staand (m)          | 8e        | 4:16.6 (HF)  |
| Azat Karachurin                                                                                               | 10 km, staand (m)                | 12e       | 25:18.4      |
| Ivan Kodlozerov                                                                                               | 1 km sprint, staand (m)          | 13e       | 3:55.56 (Q)  |
| Vladimir Kononov                                                                                              | 1 km sprint, staand (m)          | 6e        | 4:06.6 (F)   |
| Vladimir Kononov                                                                                              | 10 km, staand (m)                | Zilver    | 24:00.7      |
| Vladimir Kononov                                                                                              | 20 km, staand (m)                | 8e        | 57:02.4      |
| Sergey Lapkin                                                                                                 | 1 km sprint, staand (m)          | 5e        | 4:14.9 (F)   |
| Sergey Lapkin                                                                                                 | 10 km, staand (m)                | 9e        | 25:13.5      |
| Vladislav Lekomtsev                                                                                           | 1 km sprint, staand (m)          | Brons     | 3:54.6 (F)   |
| Vladislav Lekomtsev                                                                                           | 10 km, staand (m)                | Brons     | 24:06.5      |
| Vladislav Lekomtsev                                                                                           | 20 km, staand (m)                | Brons     | 51:44.6      |
| Kirill Mikhaylov                                                                                              | 1 km sprint, staand (m)          | Goud      | 3:53.5 (F)   |
| Kirill Mikhaylov                                                                                              | 10 km, staand (m)                | 5e        | 24:29.6      |
| Kirill Mikhaylov                                                                                              | 20 km, staand (m)                | 7e        | 56:31.6      |
| Rushan Minnegulov                                                                                             | 1 km sprint, staand (m)          | Zilver    | 3:53.8 (F)   |
| Rushan Minnegulov                                                                                             | 10 km, staand (m)                | 4e        | 24:17.5      |
| Rushan Minnegulov                                                                                             | 20 km, staand (m)                | Goud      | 50:55.1      |
| Grigory Murygin                                                                                               | 1 km sprint, zittend (m)         | Zilver    | 2:30.6 (F)   |
| Grigory Murygin                                                                                               | 10 km, zittend (m)               | Brons     | 31:18.2      |
| Roman Petushkov                                                                                               | 1 km sprint, zittend (m)         | Goud      | 2:29.4 (F)   |
| Roman Petushkov                                                                                               | 10 km, zittend (m)               | 4e        | 31:22.5      |
| Roman Petushkov                                                                                               | 15 km, zittend (m)               | Goud      | 40:51.6      |
| Nikolay Polukhin Gids: Andrei Tokarev                                                                         | 1 km sprint, visueel beperkt (m) | 9e        | 3:50.92 (Q)  |
| Nikolay Polukhin Gids: Andrei Tokarev                                                                         | 10 km, visueel beperkt (m)       | 4e        | 24:43.1      |
| Oleg Ponomarev Gids: Andrei Romanov                                                                           | 1 km sprint, visueel beperkt (m) | Brons     | 4:05.0 (F)   |
| Oleg Ponomarev Gids: Andrei Romanov                                                                           | 10 km, visueel beperkt (m)       | 12e       | 27:12.7      |
| Oleg Ponomarev Gids: Andrei Romanov                                                                           | 20 km, visueel beperkt (m)       | DNS       | Niet gestart |
| Aleksandr Pronkov                                                                                             | 1 km sprint, staand (m)          | 4e        | 4:03.7 (F)   |
| Aleksandr Pronkov                                                                                             | 10 km, staand (m)                | Goud      | 23:59.9      |
| Vladimir Udaltcov Gids: Ruslan Bogachev                                                                       | 1 km sprint, visueel beperkt (m) | 4e        | 4:23.0 (F)   |
| Vladimir Udaltcov Gids: Ruslan Bogachev                                                                       | 10 km, visueel beperkt (m)       | 13e       | 27:26.3      |
| Vladimir Udaltcov Gids: Ruslan Bogachev                                                                       | 20 km, visueel beperkt (m)       | 5e        | 58:22.9      |
| Irek Zaripov                                                                                                  | 1 km sprint, zittend (m)         | 4e        | 2:32.3 (F)   |
| Irek Zaripov                                                                                                  | 10 km, zittend (m)               | 7e        | 32:25.2      |
| Irek Zaripov                                                                                                  | 15 km, zittend (m)               | Zilver    | 41:55.1      |
| |                                  |           |              |
| Akzhana Abdikarimova                                                                                          | 1 km sprint, zittend (v)         | 14e       | 2:48.17 (Q)  |
| Akzhana Abdikarimova                                                                                          | 5 km, zittend (v)                | 18e       | 19:32.2      |
| Akzhana Abdikarimova                                                                                          | 12 km, zittend (v)               | 14e       | 43:54.4      |
| Nadezda Andreeva                                                                                              | 12 km, zittend (v)               | 15e       | 44:25.9      |
| Natalia Bratiuk                                                                                               | 1 km sprint, staand (v)          | 6e        | 4:48.7 (F)   |
| Natalia Bratiuk                                                                                               | 5 km, staand (v)                 | 7e        | 14:33.6      |
| Iuliia Budaleeva Gids: Tatiana Maltseva                                                                       | 1 km sprint, visueel beperkt (v) | 4e        | 4:32.1 (F)   |
| Iuliia Budaleeva Gids: Tatiana Maltseva                                                                       | 5 km, visueel beperkt (v)        | Brons     | 13:28.6      |
| Maria Ioleva                                                                                                  | 1 km sprint, zittend (v)         | 7e        | 3:03.9 (HF)  |
| Maria Ioleva                                                                                                  | 5 km, zittend (v)                | 8e        | 17:36.8      |
| Alena Kaufman                                                                                                 | 1 km sprint, staand (v)          | Brons     | 4:31.7 (F)   |
| Alena Kaufman                                                                                                 | 5 km, staand (v)                 | 4e        | 13:51.0      |
| Alena Kaufman                                                                                                 | 15 km, staand (v)                | 5e        | 52:09.4      |
| Natalia Kocherova                                                                                             | 1 km sprint, zittend (v)         | 5e        | 2:49.0 (F)   |
| Natalia Kocherova                                                                                             | 12 km, zittend (v)               | 5e        | 42:24.6      |
| Svetlana Konovalova                                                                                           | 5 km, zittend (v)                | 5e        | 17:23.4      |
| Svetlana Konovalova                                                                                           | 12 km, zittend (v)               | Brons     | 39:49.8      |
| Mikhalina Lysova Gids: Alexey Ivanov                                                                          | 1 km sprint, visueel beperkt (v) | Goud      | 4:11.5 (F)   |
| Mikhalina Lysova Gids: Alexey Ivanov                                                                          | 5 km, visueel beperkt (v)        | Zilver    | 13:27.7      |
| Mikhalina Lysova Gids: Alexey Ivanov                                                                          | 15 km, visueel beperkt (v)       | Zilver    | 50:47.5      |
| Anna Milenina                                                                                                 | 1 km sprint, staand (v)          | Goud      | 4:26.9 (F)   |
| Anna Milenina                                                                                                 | 5 km, staand (v)                 | Goud      | 13:31.9      |
| Anna Milenina                                                                                                 | 15 km, staand (v)                | Brons     | 51:27.3      |
| Elena Remizova Gids: Natalia Iakimova                                                                         | 1 km sprint, visueel beperkt (v) | Zilver    | 4:17.1 (F)   |
| Elena Remizova Gids: Natalia Iakimova                                                                         | 5 km, visueel beperkt (v)        | Goud      | 13:23.8      |
| Elena Remizova Gids: Natalia Iakimova                                                                         | 15 km, visueel beperkt (v)       | Goud      | 49:10.2      |
| Marta Zaynullina                                                                                              | 1 km sprint, zittend (v)         | Brons     | 2:46.6 (F)   |
| Marta Zaynullina                                                                                              | 5 km, zittend (v)                | 4e        | 17:21.6      |
| |                                  |           |              |
| Alena Kaufman Nikolay Polukhin Gids: Andrei Tokarev Elena Remizova Gids: Natalia Iakimova Svetlana Konovalova | 4 x 2.5 km estaffete gemengd     | Goud      | 27:35.6      |
| Rushan Minnegulov Roman Petushkov Vladislav Lekomtsev Grigory Murygin                                         | 4 x 2.5 km estafette open        | Goud      | 24:22.8      |

### Rolstoelcurling
| Paralympiër                                                                            | Onderdeel     | Resultaat | Prestatie |
| -------------------------------------------------------------------------------------- | ------------- | --------- | --- |
| Andrei Smirnov Alexander Shevchenko Svetlana Pakhomova Marat Romanov Oksana Slesarenko | team, gemengd | Zilver    | Groepsfase: RUS - CHN, 5 - 4 CAN - RUS, 5 - 4 FIN - RUS, 4 - 7 KOR - RUS, 5 - 7 RUS - USA, 6 - 5 RUS - SWE, 7 - 4 RUS - GBR, 11 - 2 NOR - RUS, 5 - 6 SVK - RUS, 4 - 7 Halve finale: GBR - RUS, 4 - 13 Finale: RUS - CAN, 3 - 8 |

### Sledgehockey
| Paralympiër | Onderdeel | Resultaat | Prestatie |
| --- | --------- | --------- | --- |
| Alexey Amosov Maxim Andriyanov Andrey Dvinyaninov Michail Ivanov Vladimir Kamantcev Ivan Kuznetsov Dmitrii Lisov Vladimir Litvinenko Aleksei Lysov Evgeny Petrov Ilia Popov Vadim Selyukin Konstantin Shikhov Nikolay Terentyev Ruslan Tuchin Vasilii Varlakov Ilia Volkov | team      | Zilver    | Groep B: RUS - KOR, 2 - 3 RUS - ITA, 7 - 0 USA - RUS, 1 - 2 Halve finale: RUS - NOR, 4 - 0 Finale: RUS - USA, 0 - 1 |

### Snowboarden
| Paralympiër      | Onderdeel          | Resultaat | Prestatie |
| ---------------- | ------------------ | --------- | --------- |
| Kirill Finkelman | Snowboardcross (m) | 31e       | 2:48.51   |
| Aleksandr Ilinov | Snowboardcross (m) | 27e       | 2:30.52   |
| Igor Ivanov      | Snowboardcross (m) | 29e       | 2:43.48   |